# Deep Brasil
Albums de Éric Mouquet
Deep India
Deep Brasil est un album composé en 2008 par Éric Mouquet, cofondateur de Deep Forest. Flavio Dell Isola, chanteur Brésilien a écrit les paroles des chansons et prêté sa voix sur ce projet.

## Liste des titres
| No  | Titre                             | Durée |
| --- | --------------------------------- | ----- |
| 1.  | Amazonia                          |       |
| 2.  | Terre de Indio                    |       |
| 3.  | Fazenda                           |       |
| 4.  | Ceu do Brasil                     |       |
| 5.  | Africa Brasil                     |       |
| 6.  | Minas Nascimento                  |       |
| 7.  | Pe de Flor                        |       |
| 8.  | A vlota                           |       |
| 9.  | Goiano                            |       |
| 10. | Terra de Indio part 2             |       |
| 11. | Cerradao                          |       |
| 12. | Sweet Lullaby (brazilian version) |       |
| 13. | Virtual Forest                    |       |
| 14. | Pimenta do Tempero                |       |